# Lampă fluorescentă compactă

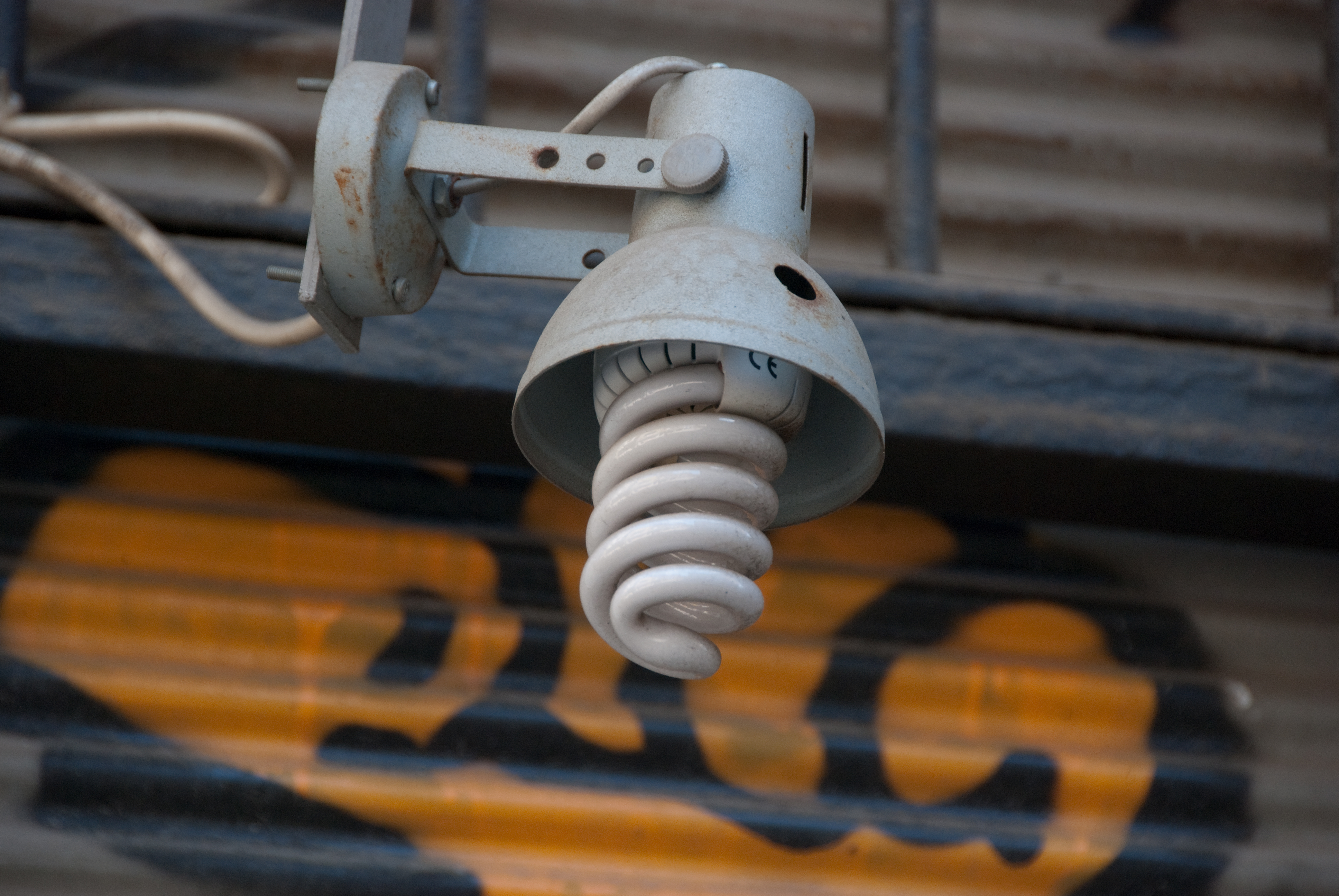
O lampa fluorescentă compactă alimentată la o sursă de iluminat aplicabilă în Beyoglu (2008).

O lampă fluorescentă compactă, denumită acum și lumină fluorescentă compactă, sau lumină de economisire a energiei și tub fluorescent compact, este o lampă fluorescentă proiectată să înlocuiască un bec cu incandescență, iar unele tipuri se potrivesc în corpurile de iluminat proiectate pentru becurile incandescente.
Lămpile folosesc un tub curbat sau pliat pentru a se încadra în spațiul unui bec incandescent și un balast electronic compact în baza lămpii.
Principiul funcționării rămâne același ca și în cazul altor iluminări fluorescente: electronii care sunt legați de atomii de mercur sunt excitați în stările în care vor radia lumina ultravioletă, întrucât revin la un nivel de energie mai mic; această lumină ultravioletă emisă este transformată în lumină vizibilă, deoarece lovește acoperirea fluorescentă (precum și în căldură când este absorbită de alte materiale, cum ar fi sticla).
Lămpile cu LED-uri albe concurează acum cu CFL-uri pentru iluminare de înaltă eficiență, iar General Electric încetează producerea de lămpi CFL interne în favoarea LED-urilor.

## Istorie
Prototipul lămpii fluorescente moderne a fost inventat la sfârșitul anilor 1890 de Peter Cooper Hewitt. Lămpile Cooper Hewitt au fost utilizate pentru studiouri și industrii fotografice.
Edmund Germer, Friedrich Meyer și Hans Spanner au brevetat o lampă cu vapori de înaltă presiune în 1927. George Inman a făcut mai târziu echipă cu General Electric pentru a crea o lampă fluorescentă practică, vândută în 1938 și patentată în 1941. Lămpi circulare și în formă de U au fost concepute pentru reduce lungimea luminilor fluorescente. Primul bec fluorescent și corpul de iluminat au fost afișate publicului larg la târgul mondial din New York din 1939.
În 1980, Philips a introdus modelul său SL, care a fost o lampă cu șuruburi sau cu o baionetă cu balast magnetic integral. Lampa a folosit un tub T4 pliat, fosfori tri-culori stabili și un amalgam de mercur. Aceasta a fost prima înlocuire cu succes în șurub pentru o lampă incandescentă. În 1985, Osram a început să-și vândă lampa model EL, care a fost primul CFL care a inclus un balast electronic.